# Global Witness

A Global Witness é uma ONG internacional criada em 1993 para averiguar vínculos entre a exploração de recursos naturais e conflitos, pobreza, corrupção e abusos de  direitos humanos a nível mundial. A organização tem a sede em Londres e Washington, D.C..
Investigações levadas a cabo pela Global Witness em Abril de 2014 revelaram que foram assassinados quase três vezes o número de defensores do meio ambiente em 2012 que 10 anos atrás. A Global Witness documentou 147 mortes em 2012, comparadas com 51 em 2002. No Brasil, 448 ativistas que defendem recursos naturais foram mortos entre 2002 e 2013, 109 nas Honduras, 58 no Peru, 67 nas Filipinas e 16 na Tailândia. Muitos dos indivíduos que são alvo de ameaças são pessoas comuns que se opõem ao roubo de terras, operações de mineração e comércio de madeira, muitas vezes forçadas a abandonar as suas casas. Outros foram mortos por protestarem contra a construção de usinas hidroelétricas, poluição e conservação da vida selvagem.